# 鍾沛權
鍾沛權（1969年—），香港傳媒工作者、前網媒《立場新聞》總編輯。其妻陳沛敏同為傳媒人。

## 生平
1991年從香港中文大學政治及公共行政學系畢業後，曾經到已解散工會組織「職工盟」擔任幹事。1995年轉職傳媒，於《明報》及《經濟日報》擔任財經記者。

### 主場新聞及立場新聞
2012年，加入由蔡東豪所創立的主場新聞，出任總編輯至其於2014年停運。2015年1月，主場新聞改名為立場新聞復運，鍾重新出任總編輯及董事會成員。2021年11月6日，以家庭原因為由辭去總編輯一職，由林紹桐署任。

### 被捕
2021年12月29日，香港警務處國家安全處以涉嫌「串謀發布煽動刊物」拘捕鍾沛權。2022年12月13日，申請保釋獲批。2024年8月29日，鍾沛權罪名被判成立。